# Djakiwzi (Winnyzja)
Djakiwzi (ukrainisch Дяківці; russisch Дьяковцы Djakowzy, polnisch Diakowie) ist ein Dorf im Westen der ukrainischen Oblast Winnyzja mit etwa 1300 Einwohnern (2001).

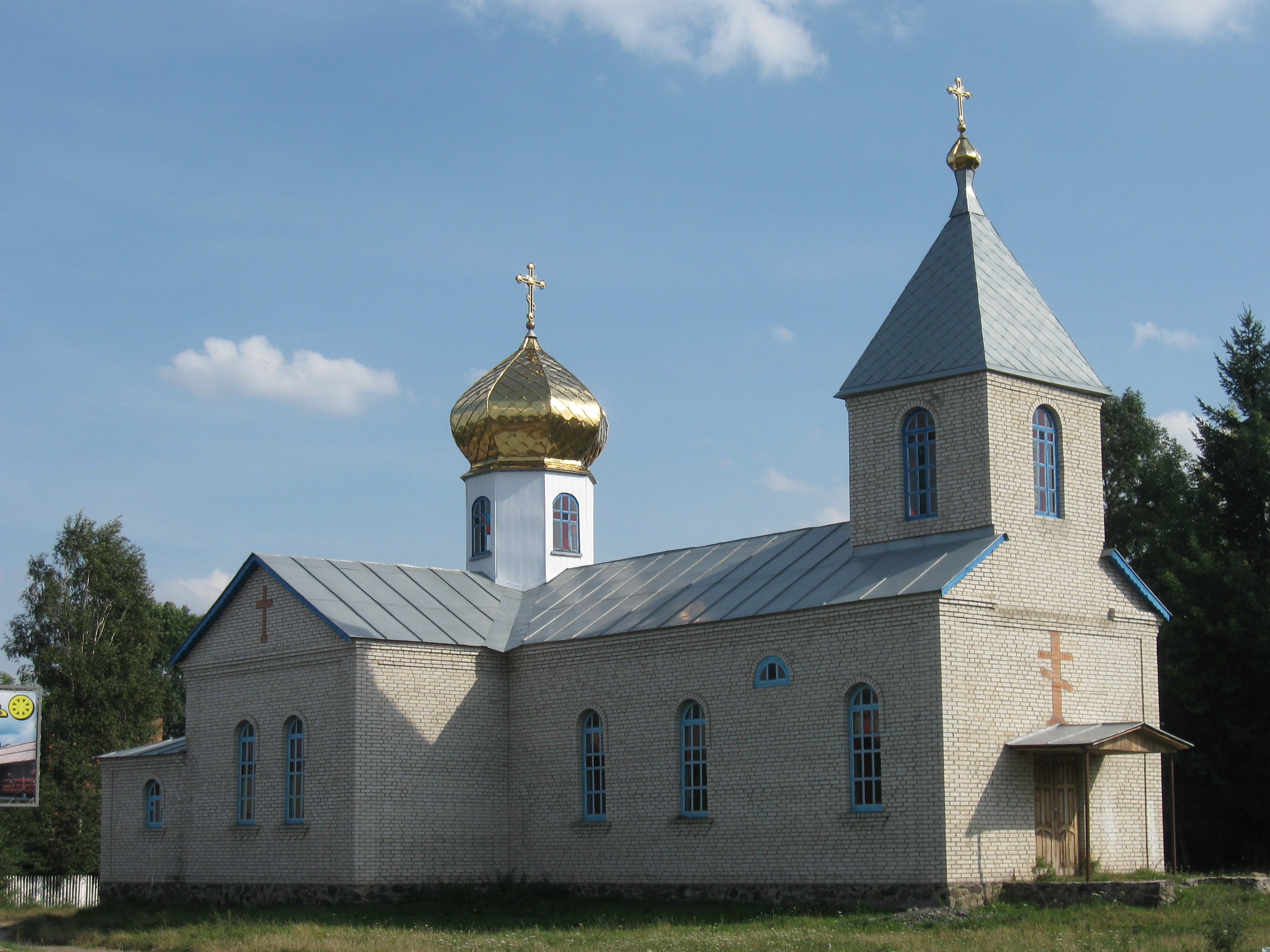
Neues Orthodoxes Kirchengebäude in Djakiwzi

Das erstmals im 13. Jahrhundert schriftlich erwähnte Dorf
ist das administrative Zentrum der gleichnamigen 0,523 km² großen Landratsgemeinde im Westen des Rajon Lityn, zu der noch das Dorf Hawryschiwka (Гавришівка, ⊙) mit etwa 100 Einwohnern gehört.
Die Ortschaft liegt am Ufer der Schmyhawka (Шмигавка), einem 11 km langen, linken Nebenfluss des Shar (ukrainisch Згар, Flusssystem Südlicher Bug), 18 km westlich vom Rajonzentrum Lityn und 50 km nordwestlich vom Oblastzentrum Winnyzja.
In Djakiwzi gibt es ein Bibliotheksmuseum zu Ehren des im Dorf geborenen ukrainisch-sowjetischen Schriftstellers Mychajlo Stelmach.
Durch das Dorf verläuft die Fernstraße M 12 / E 50.

## Söhne und Töchter der Ortschaft
- Mychajlo Stelmach (1912–1983), Schriftsteller